# Monumento equestre a Giuseppe Garibaldi (La Spezia)

Il monumento equestre a Giuseppe Garibaldi è un'imponente statua bronzea situata a La Spezia, nei Giardini Pubblici del centro storico della città. 

È un'opera interessante anche per la rara soluzione di scultura equestre con il cavallo impennato.

## La costruzione della statua
Già dal 1882 a La Spezia era nata l'intenzione di erigere un monumento a Garibaldi, a ricordo dei suoi ripetuti soggiorni nella città. Il generale Garibaldi infatti era stato alla Spezia per ben tre volte; la prima volta fu nel 1849 dopo le vicende della Repubblica Romana, la seconda (al Varignano) fu nel 1862 dopo la ferita di Aspromonte e la terza nel 1867 dopo la battaglia di Mentana.
Indetto dunque un concorso fra gli scultori italiani, la Commissione esaminatrice scelse il bozzetto proposto da Antonio Garella. Dopo lunghe discussioni venne scelta anche la località cittadina dove il monumento avrebbe dovuto sorgere: i Giardini Pubblici.
Furono tagliati gli alberi di arancio nel luogo prescelto e vi venne posato il basamento di pietra del Romito.

## L'inaugurazione
Il 1º giugno 1913, alla presenza di un gruppo di reduci garibaldini, delle autorità cittadine e di una grande folla, il monumento venne inaugurato. I festeggiamenti continuarono per ben tre giorni tra concerti bandistici e corali, inni composti dai maestri Pietro Cerresi e Domenico Cortopassi, gare di canottaggio e corse ciclistiche.
Il monumento in bronzo pesa 6 tonnellate ed è uno dei rari monumenti equestri al mondo in cui il cavallo è rappresentato rampante e quindi si regge solo sulle zampe posteriori.

Nel 2008 è stata eseguita una campagna diagnostica per accertare lo stato di conservazione del monumento e la sua stabilità. In quell'occasione è stato applicato un supporto in metallo sotto la pancia del cavallo per evitare possibili cedimenti, in previsione del restauro.